# Habenaria distans
Habenaria distans  là một loài thực vật có hoa trong họ Lan. Loài này được Griseb. mô tả khoa học đầu tiên năm 1866.